# Chrosomus
Chrosomus es una género de peces.

## Especies
- Chrosomus cumberlandensis (W. C. Starnes & L. B. Starnes, 1978)
- Chrosomus eos Cope, 1861
- Chrosomus erythrogaster Rafinesque, 1820
- Chrosomus neogaeus (Cope, 1867)
- Chrosomus oreas Cope, 1868
- Chrosomus saylori (Skelton, 2001)
- Chrosomus tennesseensis (W. C. Starnes & R. E. Jenkins, 1988)